# Rozpostrzycowate
Goeridae - rozpostrzycowate, rodzina owadów wodnych z rzędu chruścików (Insecta: Trichoptera). W Polsce występuje 6 gatunków z 4 rodzajów. Larwy budują charakterystyczne przenośne domki zbudowane z części mineralnych (ziarenka piasku, małe kamyczki) zespojonych przędzą jedwabną. Najliczniej występują w strefie strumieniowej (rhitral) oraz małych rzekach (potamal). W litoralu jezior spotkać można Goera pilosa (występuje także w ciekach). Larwy są zdrapywaczami (zob. funkcjonalne grupy troficzne, bentos), żywią się peryfitonem. W strumieniach często spotykany jest Silo pallipes.